# Jucilei
Jucilei, właśc. Jucilei da Silva (ur. 6 kwietnia 1988 w São João Batista) – brazylijski piłkarz grający na pozycji pomocnika. Od 2015 jest piłkarzem Shandong Luneng.